# Церковь Тьёрнарпа
Церковь Тьёрнарпа — лютеранский храм в городе Тьёрнарп, Южная Швеция. Принадлежит Лундской епархии Церкви Швеции.
Церковь Тьернарпа была открыта в 1864 году. Она построена из оштукатуренного серого камня золотого цвета по рисунку архитектора Йохана Абома. Когда было построено современное здание церкви, старая церковь была снесена (построена в XII веке; на месте старой церкви сохранились руины примерно в 300 метрах от сегодняшней церкви).
Купель для крещения XII века осталась от старой церкви. Она сделан из песчаника и имеет так называемый узор пальметты. Чаша украшена канатными прутьями и фризом круглой арки. Купель для крещения из латуни — это шлифованная и полированная работа начала XVII века.
Орган датируется 1873 годом, но был переделан и обновлён в 1955 году органным мастером Фредриксборга в Хиллероде, Дания.
Из церковных колоколов, оставшихся из старого храма, маленький колокол был отлит в 1775 году и перелит в 1864 году, а большой колокол был отлит в 1693 году и переделан в 1770-х годах.
Коврик для хора был подарен церковным швейным объединением. Он был выполнен Хиллеви Нильсон-Кьельхардом.

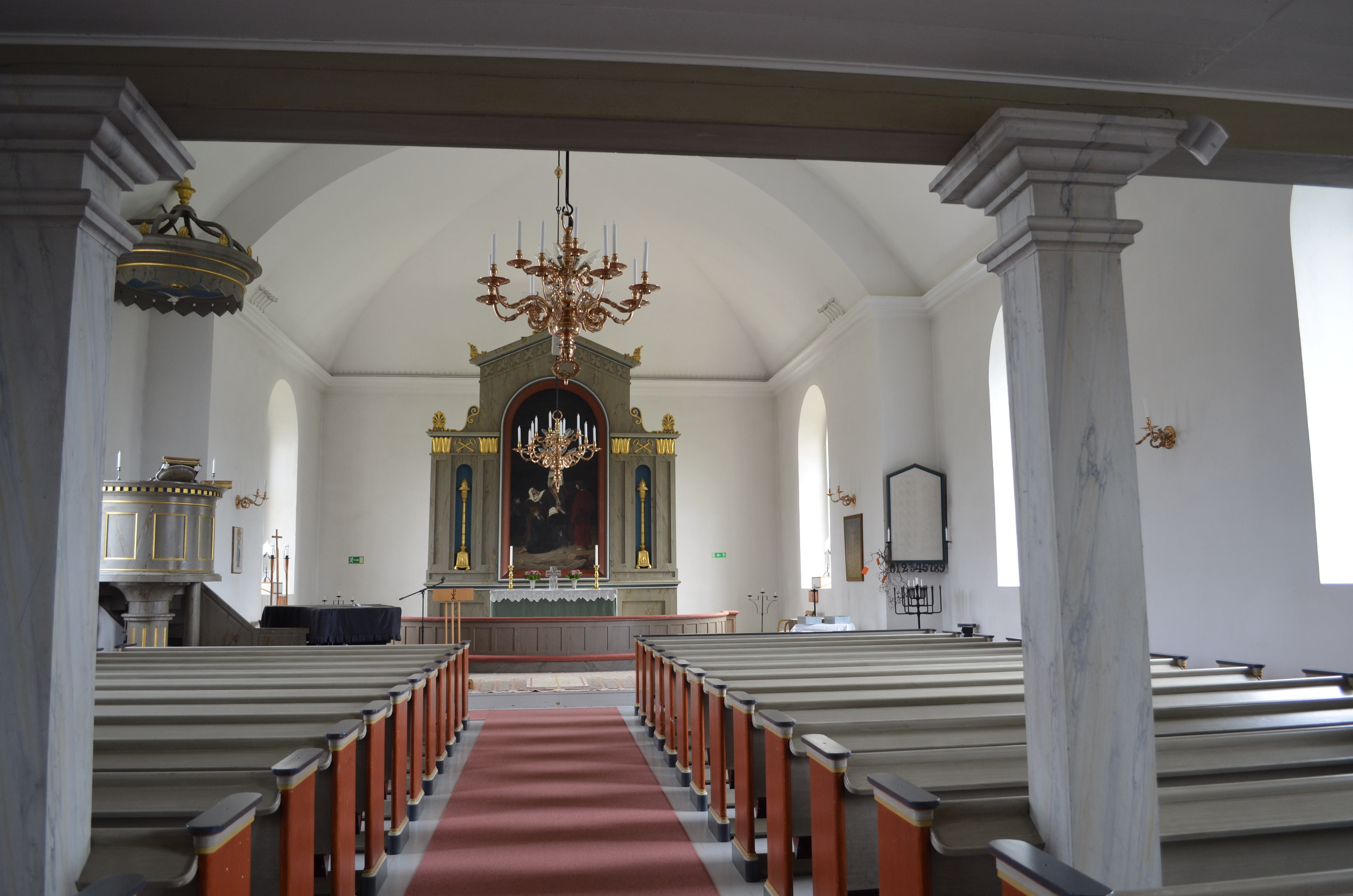
Внутреннее убранство